# Kaï Rillaerts
Kaï Rillaerts (* 21. August 2006 in Tremelo, Belgien) ist ein belgischer Rennfahrer.

## Leben und Karriere
Rillaerts hat im Alter von sechs Jahren erste Interessen am Motorsport entwickelt. 2015 fuhr er im Alter von elf Jahren in der BNL Karting Series und der Rotax Max Challenge Belgium seine ersten Rennen im Rotax Micro Max, bei denen er auf dem zweiten Platz abschloss. Im folgenden Jahr fuhr er die gleichen Rennen mit dem Rotax Mini Max erstmals für Daems Racing aus Geel, Belgien und belegte den zweiten Platz. 2017 fuhr er erneut in der Rotax Max Challenge Belgium und BNL Karting Series, wo er den ersten Platz belegte, sowie in den RMC Grand Finals, wo er den 13. Platz belegte. 2018 erzielte er in der Rotax Max Challenge Belgium und BNL Karting Series den dritten Platz. 2019 fuhr er für JJ Racing um die RMC International Trophy – Junior Max den 27. Platz, sowie in der BNL Karting – Junior Max den dritten Platz, und in der Rotax Max Challenge Belgium – Junior Max den zweiten Platz.
2020 nahm er für JJ Racing am Rotax Max Euro Winter Cup, der RMC International Trophy, Rotax Max Euro Trophy, Rotax Max Challenge Belgium und BNL Karting Series teil, wo er zwei Mal den ersten Platz, einmal den zweiten sowie den dritten und einmal den 26. Platz erzielte. 2021 fuhr er erneut für JJ Racing die RMC Grand Finals, die BNL Karting Series, die Rotax Max Euro Trophy und die Rotax Max Challenge Belgium, wo er drei Mal den ersten und einmal den dritten Platz erzielte. 2022 war sein letztes Jahr im Team von JJ Racing; Er nahm an der RMC International Trophy, der Rotax Max Euro Trophy, der BNL Karting Series und der Rotax Max Challenge Belgium teil, wo er zwei Mal den ersten, einmal den zweiten und einmal den 35. Platz belegte.
2023 fuhr er die RMC International Trophy für Strawberry Racing und belegte den 20. Platz sowie in den RMC Grand Finals den neunten und in der Kartmasters British GP den 13. Platz. In der Rotax Max Euro Trophy erzielte er für Kraft Motorsport den dritten Platz, sowie im Rotax Max Euro Winter Cup, dem Rotax British O Plate und der Rotax Max Euro Trophy den ersten, dritten und 19. Platz. Erstmals im FIA Karting World Championship belegte er für das Tony Kart Racing Team den 32. Platz. In der BNL Kart Series – Kick Off belegte er den ersten Platz.
Rillaerts lebt in Tremelo.